# Julie Lemieux (actrice)
Pour les articles homonymes, voir Julie Lemieux et Lemieux.
Julie Lemieux est une actrice canadienne née le 4 décembre 1962 à Val-des-Sources (Québec).

## Filmographie
- 1984 : Keroppi and Friends (série télévisée) : Soak (voix)
- 1996 : Flash Gordon (série télévisée) (voix)
- 1996 : Monster by Mistake (série télévisée) : Warren Patterson (voix)
- 1998 : Birdz (série télévisée) : Sleepy (voix)
- 1998 : The Dumb Bunnies (série télévisée) : Margaret (voix)
- 1999 : Redwall ("Redwall") (série télévisée) : Sela (voix)
- 1999 : Pour l'amour d'Emily (God's New Plan) (TV) : Nurse O.R.
- 1999 : Angela Anaconda ("Angela Anaconda") (série télévisée) (voix)
- 2000 : The Accuser (série télévisée) : Coroner (unknown episodes)
- 2000 : The Seventh Portal (série télévisée) : Vendetta (voix)
- 2000 : Redwall: The Movie (TV) : Sela the Healer Fox
- 2000 : Pelswick ("Pelswick") (série télévisée) : Julie Smockford (unknown episodes)
- 2001 : Pecola (série télévisée) (voix)
- 2001 : Médabots ("Medabots") (série télévisée) : Brass, Peppercat, Neutranurse, Chidori Tenryou, Ikki Tenryou (Season 3) (voix)
- 2001 : Khaled : Radio Announcer
- 2002 : Power Stone (série télévisée) (voix)
- 2002 : Little People: Big Discoveries (série télévisée) : Michael, Mail carrier Kelley (voix)
- 2002 : Beyblade ("Bakuten shoot beyblade") (série télévisée) : Dizzi  /  ... (unknown episodes)
- 2002 : Henry's World (série télévisée) : Darwin  /  ... (unknown episodes)
- 2002 : Max and Ruby (série télévisée) : Louise
- 2003 : Miss Spider's Sunny Patch Kids (TV) : Bounce (voix)
- 2003 : Rolie Polie Olie: The Baby Bot Chase (vidéo) : Coochie, Coo
- 2003 : Jacob Two-Two (série télévisée) : Renee
- 2003 : Le roi, c'est moi (série télévisée) : Ex-Princess Paméla
- 1986 : Les Chevaliers du zodiaque ("Saint Seiya") (série télévisée) : Kiki (2003-?) (Voice: Knights of the Zodiac Dub)
- 2004 : Beyblade: The Movie - Fierce Battle (vidéo) : Ms. Kincaid (voix)
- 2004 : Les Bisounours au royaume des rigolos (Care Bears: Journey to Joke-a-Lot) (vidéo) : Funshine Bear
- 2005 : Funpak (série télévisée) : Ledger Lad (voix)
- 2005 : Rotting Hills (série télévisée) : Zoe (voix)
- 2005 : Care Bears: Big Wish Movie (vidéo) : Funshine Bear (voix)
- 2006 : Spider Riders (série télévisée) : Hunter Steele (unknown episodes)
- 2006 : Wilbur (série télévisée) : Wilbur (voix)